# Blefuscu

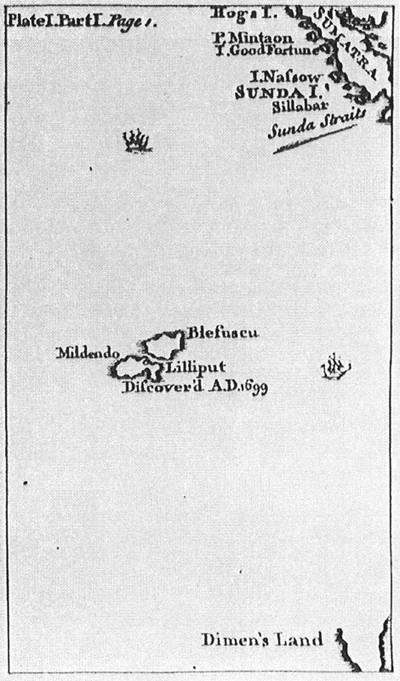
Illustratie door de drukker Benjamin Motte als imitatie van de stijl van de cartograaf Herman Moll voor Gulliver's Travels (1726). Lilliput ("ontdekt in 1699") ligt hier ten zuidwesten van Sumatra en ten noordwesten van "Dimen's Land" (Van Diemen's Land, Tasmanië).

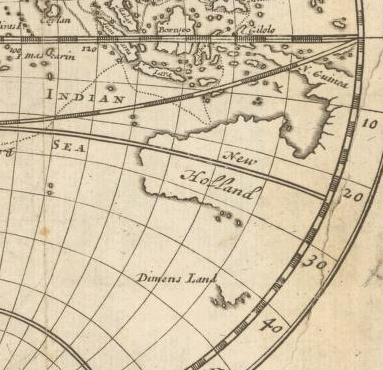
Herman Moll: A map of the world shewing the course of Mr Dampiers voyage round it from 1679 to 1691, London 1697. Uitgeknipt gebied bij het fictieve eilandenpaar Lilliput en Blefuscu, dat lijkt op Amsterdam en St. Paul midden links. Swift was bevriend met Moll en noemt hem zelfs in Gulliver's Travels (1726), hoofdstuk 4, stuk 11.

Blefuscu is de naam van een denkbeeldig eiland in het boek Gullivers reizen van Jonathan Swift. Blefuscu is al jarenlang in oorlog met het eiland Lilliput om een futiliteit: hoort men een ei te tikken aan de spitse of aan de stompe kant. Deze kwestie is een satire, mogelijk op de onderlinge godsdiensttwisten van Britse protestanten onderling, van protestanten met katholieken, en van Engeland met Frankrijk in de 17e en 18e eeuw.
Blefuscu ligt met Lilliput ("ontdekt in 1699") op de gefantaseerde kaart in de roman (zie illustratie) ten zuidwesten van Sumatra en ten noordwesten van "Dimen's Land" (Van Diemen's Land , Tasmanië). Echte eilanden in de buurt zijn de Cocoseilanden (Australië) en Christmaseiland (Verenigd Koninkrijk) en verder zuidwaarts het tweetal Amsterdam (Nieuw-Amsterdam, Île Amsterdam, Amsterdam Island, het noordelijkste eiland) en Saint-Paul (Île Saint-Paul) op 85 km van Amsterdam, die lijken op het tweetal eilanden Blefuscu en Lilliput respectievelijk in de roman Gulliver's Travels.